# ハーレマーメール
ハーレマーメール （蘭: Haarlemmermeer [ˌɦaːrlɛmərˈmeːr] ( 音声ファイル)）は、オランダ北ホラント州にある基礎自治体 (ヘメーンテ)。

## 概要
ハーレマーメール基礎自治体は、アムステルダムの南西に隣接している。ハーレマーメールとは、オランダ語でハーレマー湖という意味であるが、以前はこの自治体の土地の大部分が湖であった。19世紀になり干拓が行われた結果、海抜下の広大な土地が利用可能となり、そこに欧州の主要空港であるアムステルダム・スキポール空港やホーフトドルプなどの都市が建設されている。
基礎自治体で最も人口の多い中心地区はホーフトドルプ（Hoofddorp）であり、基礎自治体役所（本庁舎）が置かれている。ホーフトドルプはスキポール空港の西隣にあり、企業の研究所や工場と大規模な住宅街がある人口約72,000人の街である。

## 地区
ハーレマーメール基礎自治体には、次の地区がある。
- Aalsmeerderbrug
- Abbenes
- Badhoevedorp
- Beinsdorp
- Boesingheliede
- Buitenkaag
- Burgerveen
- Cruquius
- De Hoek
- Hoofddorp（ホーフトドルプ）
- 't Kabel
- Leimuiderbrug
- Lijnden
- Lisserbroek
- Nieuwe Meer
- Nieuwebrug
- Nieuw-Vennep（ニュー・フェネップ）
- Oude Meer
- Rijsenhout
- Rozenburg
- Schiphol（スキポール）
- Schiphol-Rijk
- Vijfhuizen
- Weteringbrug
- Zwaanshoek
- Zwanenburg

## 経済
アムステルダム・スキポール空港および隣接するビジネスセンターと、ホーフトドルプの企業団地が主な経済基盤となっている。また、自治体の面積の大半は農業用地が占めており、農業も重要な産業である。
ホーフトドルプには川崎重工、オムロン、安川電機、アシックスなどの日本企業も事業所を設けている。

## 観光

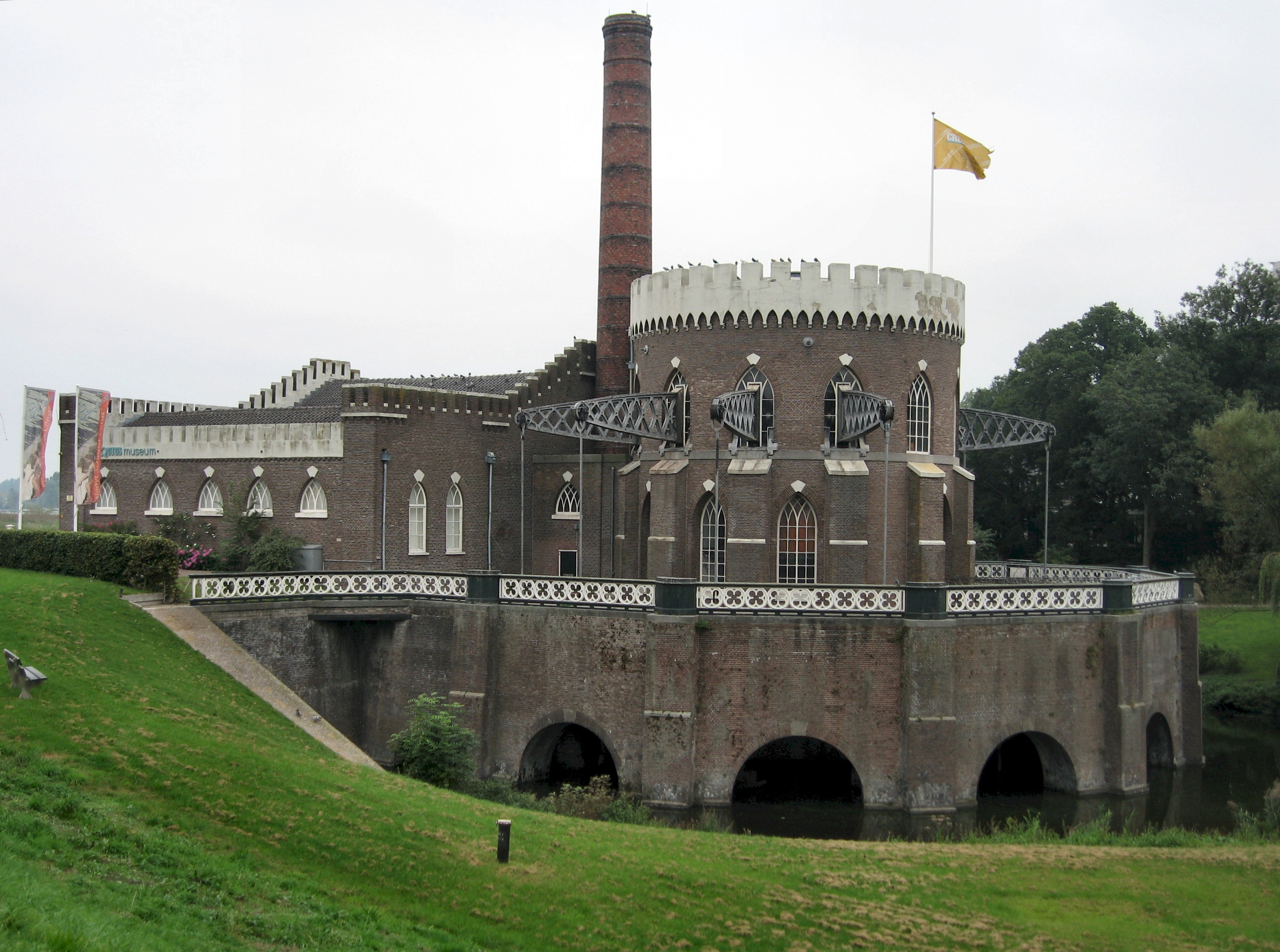
Museum De Cruquius

- ハーレマーメールセ・ヴォス公園（Haarlemmermeersebos）

公園用地はかつてのアムステルダムの防塞線（世界遺産）の一部である
- クルクイウス博物館（Museum De Cruquius）

かつての内水排除ポンプ場が博物館となっている。ヨーロッパ産業遺産の道に登録されている。

## 交通
空港
- アムステルダム・スキポール空港

オランダ鉄道の主な駅
- スキポール空港駅（Station Schiphol Airport）
- ホーフトドルプ駅（Station Hoofddorp）
- ニュー・フェネップ駅（Station Nieuw-Vennep）